# Чапультепек
Чапультепек  — великий пагорб у передмісті Мехіко, до 1325 року столиця Імперії Ацтеків.